# Gustaf Grefberg (ämbetsman)
Gustaf Ernst Grefberg, född 27 oktober 1879 i Söderköping, död 1 mars 1964 i Danderyd, var en svensk jurist och ämbetsman. Han var brorson till Wilhelm Grefberg bror till Åke Grefberg och måg till Hans Rhodin.
Grefberg blev student 1899 och juris kandidat vid Uppsala universitet 1904, ägnade sig därefter åt domarverksamhet under Göta hovrätt samt tjänstgjorde sedermera i Svea hovrätt, där han 1915 blev assessor och 1917 hovrättsråd. Både före och efter dessa utnämningar var han sekreterare hos och ledamot av flera kommittéer och kommissioner för olika lagstiftningsfrågor rörande fast egendom. År 1919 blev Grefberg chef för lagavdelningen i Justitiedepartementet.  Åren 1922–1926 var han generaldirektör och chef för Lantmäteristyrelsen, varefter han blev revisionssekreterare. Han var generaldirektör och chef för Kammarkollegiet 1927–1930 och justitieråd 1930–1947.

## Utmärkelser
-  Kommendör med stora korset av Nordstjärneorden (1933).